# Fontanna Neptuna w Poznaniu

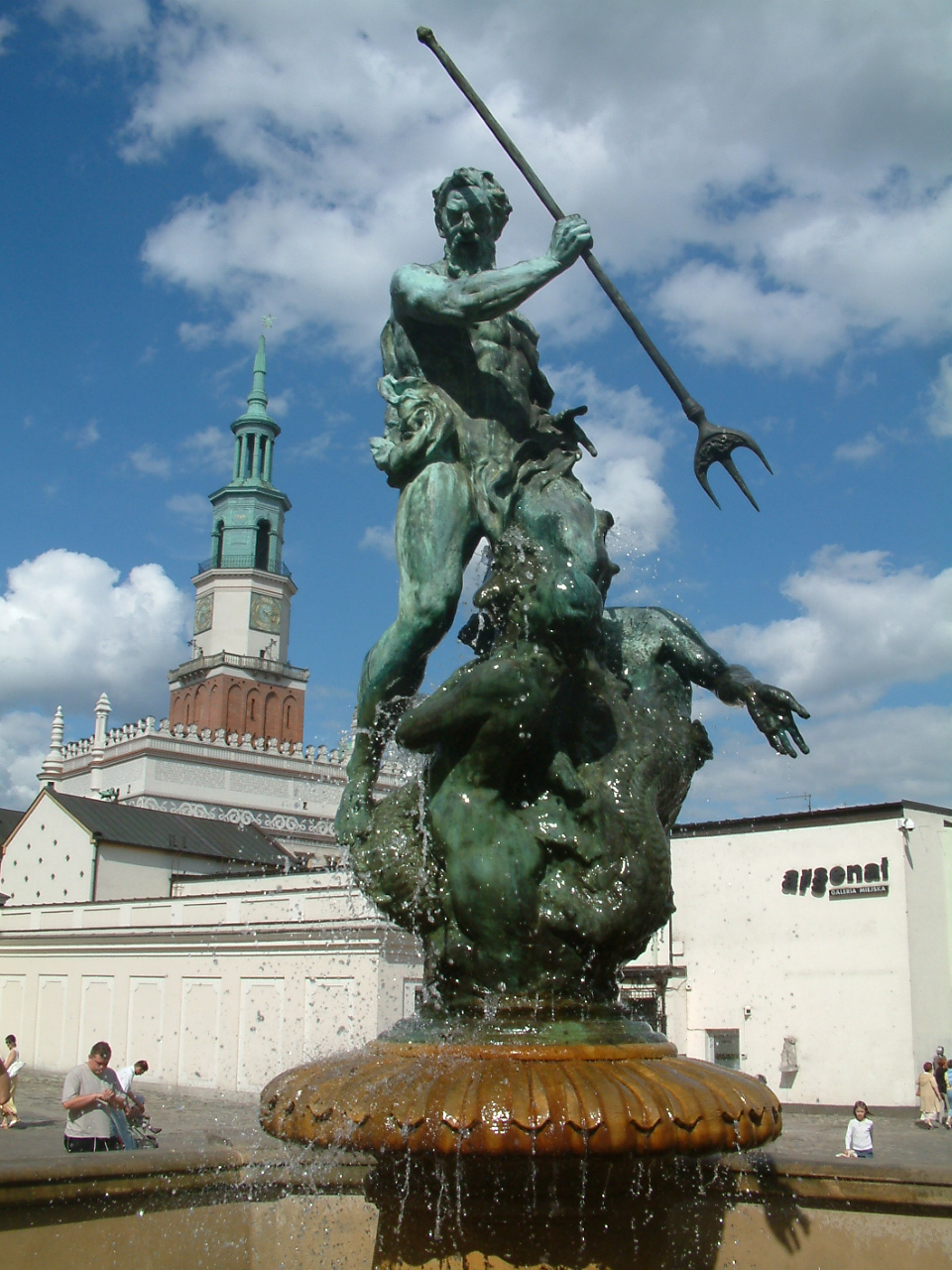
Fontanna Neptuna

Fontanna Neptuna – jedna z czterech fontann na Starym Rynku w Poznaniu, stojąca po jego południowo-zachodniej stronie u ujścia ul. Paderewskiego i Szkolnej. Fontanna została zaprojektowana przez Marcina Sobczaka (przy cembrowinie współpracował Adam Piasecki). Odsłonięto ją w 2004.
Fontanna ta, podobnie jak fontanna Apolla i fontanna Marsa, powstała w miejscu dawnych studzienek, stojących na rynku od XVII wieku. Z pierwotnych czterech do dziś zachowała się tylko fontanna Prozerpiny. Pozostałe trzy – w tym fontanna Neptuna – są rekonstrukcjami, powstałymi na początku XXI wieku.